# Björn Wahllöf
Björn Joakim Wahllöf, född 30 juli 1940, död 13 mars 2021, är en tidigare slöjdlärare, kommunalpolitiker och kommunalråd i Borås kommun aktiv inom partierna KDS, Vägvalet och EU-motståndarna.
Björn Wahllöf var som först ensam fullmäktigeledamot 1982-1985 i Borås kommun för KDS med om att föra fram partiet till nio mandat i kommunfullmäktige 1991-1994. Efter att öppet ha kritiserat partiets ställningstagande för svenskt EU-medlemskap och vad han ansåg vara en nedtonad ideologisk profil, uteslöts han ur partiet i början av 1990-talet. Wahllöf startade då sitt eget lokala parti, Vägvalet, som i kommunvalet 1994 erhöll flera platser i kommunalfullmäktige medan kristdemokraterna tappade alla sina mandat.
I EU-parlamentsvalet 2004 kandiderade Björn Wahllöf för den tvärpolitiska listan EU-motståndarna.
Wahllöf var kommunalråd i Borås 1998-2006, men kommunvalet 2006 innebar en kraftig tillbakagång för Vägvalet som förlorade hälften av sina mandat. Björn Wahllöf tog konsekvenserna av detta misslyckande och lämnade uppdraget som kommunfullmäktigeledamot. I kommunvalet 2010 kandiderade Wahllöf åter till kommunfullmäktige, men på mindre framträdande plats. I valet 2014 kandiderade han inte på grund av sjukdom.